# Liste von Sakralbauten in Augsburg
Diese Liste Augsburger Sakralbauten besteht in einer teilweise sortierbaren Tabelle und nimmt ehemalige und aktive Kirchen, Synagogen und andere kirchliche Versammlungsorte im Stadtgebiet Augsburgs auf. Sie erhebt keinen Anspruch auf Vollständigkeit.

## Liste
| Name                                                     | Baujahr                   | Rel.                                              | Stadtteil           | Adresse, Koordinaten                        | Status       | Kurzbeschreibung | Innenansicht                                       | Außenansicht                             |
| -------------------------------------------------------- | ------------------------- | ------------------------------------------------- | ------------------- | ------------------------------------------- | ------------ | --- | -------------------------------------------------- | ---------------------------------------- |
| Dom Mariä Heimsuchung mit Marienkapelle und Domkreuzgang | 1065/1343                 | kath.                                             | Innenstadt          | Frauentorstraße 1 (Standort)                | aktiv        | Die Ursprünge des Domes werden auf das 8. Jahrhundert datiert. Die heutige Anlage entstand im Kern ab 995. |                                                    |                                          |
| St. Katharina (Dominikanerinnenkirche)                   | 1517                      | kath.                                             | Innenstadt          | Maximilianstraße 46 (Standort)              | historisch   | Die Katharinenkirche wurde 1516/17 als Klosterkirche im gotischen Stil erbaut. Nach einem tiefgreifenden Umbau 1834/35 beherbergt sie seit 1835 die Staatsgalerie Altdeutsche Meister. |                                                    |                                          |
| St. Magdalena (Dominikanerkirche)                        | 1515                      | kath.                                             | Innenstadt          | Dominikanergasse 15 (Standort)              | historisch   | Die Kirche des Dominikanerklosters St. Magdalena wurde 1513 bis 1515 erbaut. Die spätgotische Architektur erfuhr eine barocke Ausgestaltung durch die Gebrüder Feuchtmayer mit einer sehr reichen Stuckdecke. Infolge der Säkularisation 1803/1806 ging das Gebäude in städtischen Besitz über. Statt eines drohenden Abrisses wurde das Gebäude 1913 mithilfe eines privaten Spenders saniert. Ab 1966 bezog das heutige Römische Museum die leeren Räumlichkeiten. |                                                    |                                          |
| Kirche St. Michael auf dem Hermanfriedhof                | 1604                      | kath.                                             | Innenstadt          | Hermanstraße 10 (Standort)                  | aktiv        | Im Spanischen Erbfolgekrieg wurde die Kirche 1703 zerstört, bis 1712 wieder errichtet. |                                                    |                                          |
| St.-Antonius-Kapelle                                     | 1410                      | kath.                                             | Haunstetten         | Kopernikusstr. 4 (Standort)                 | aktiv        | 1410 wurde die Kapelle zur St. Antonspfründe gestiftet, 1589 verändert, 1746 neu ausgestattet und 1988/89 restauriert. Die Deckenfresken (1746) und das Altarblatt, das den Hl. Antonius darstellt, stammen von Matthäus Günther, die Stuckaturen von Feuchtmayer. Seit 1813 ist sie im Besitz der Stadt und wird nur noch sporadisch genutzt. |                                                    |                                          |
| Leonhardskapelle (Fuggerei)                              | 1241                      | kath.                                             | Innenstadt          |                                             | historisch   | Die Kapelle wurde angeblich 1241 von der Familie Ilsung errichtet, die im zugehörigen Wohnhaus aber erst ab 1355 sicher nachweisbar ist. Aus der Zeit um 1350 stammt auch das Kapellengewölbe. Das Anwesen ging 1422 an die Welser, wurde von ihnen 1503 restauriert und erweitert und gehörte bis 1550 der Stadt. Später wurde die Kapelle profaniert und diente zeitweise als Eisenlager. Von 1913 bis 1944 saß hier das Lokal Leonhardskapelle. Das kriegsbeschädigte spätgotischen Gewölbe wurde 1958 abgebrochen und 1965, wie der Höchstetter-Erker am Höchstetterhaus, in das Senioratsgebäude der Fuggerei integriert. |                                                    |                                          |
| Zwölf-Apostel-Kirche                                     | 1966                      | kath.                                             | Hochzoll            | Zwölf-Apostel-Platz 1 (Standort)            | aktiv        | Baubeginn 1964, Weihe 1967 |                                                    |                                          |
| Zum Guten Hirten                                         | 1986                      | kath.                                             | Universitätsviertel | Salomon-Idler-Straße 12 (Standort)          | aktiv        | Am 23. November 1986 wurde die Kirche durch Bischof Josef Stimpfle geweiht. Die Architekten der Kirche waren Gärtner & Jeckel. |                                                    |                                          |
| Unsere Liebe Frau                                        | 1928                      | kath.                                             | Lechhausen          | Blücherstraße 91 (Standort)                 | aktiv        | Einweihung 1928 |                                                    |                                          |
| St.-Ulrich-Kirche                                        | 1457                      | ev.                                               | Innenstadt          | Kitzenmarkt 1 (Standort)                    | aktiv        | Im Jahre 1457 wurde die Kirche in der Vorhalle der Abteikirche St. Ulrich für die Gemeinde des Ulrichsviertels eingerichtet. Der Durchgang zur Abteikirche wurde 1568 zugemauert. Nach dem 1619/1621 erfolgten Einbau einer neuen Orgel durch den Augsburger Orgelbauer Max Günzer, der auch 1609 die Orgel der Barfüßerkirche schuf, wurde die Kirche von 1635 bis 1648 geschlossen. 1680 wurde die Empore eingebaut. Daniel Scheppach baute 1693 den heute noch bestehenden Altar. 1709/1710 war die Kirche derart beschädigt, dass Marx Loeser einen durchgreifenden Umbau vornahm. |                                                    |                                          |
| Synagoge                                                 | 1917                      | jüd.                                              | Innenstadt          | Halderstr. 6 (Standort)                     | aktiv        | Erbaut wurde die Synagoge zwischen 1914 und 1917 nach den Entwürfen der Architekten Landauer und Lömpel. Durch die Reichspogromnacht und die späteren alliierten Luftangriffe wurde auch die Synagoge in Augsburg in beschädigt. Erst 1963 konnte ein kleiner Teil der Synagoge wieder von der Gemeinde genutzt werden, zwischen 1974 und 1985 wurde die Synagoge schließlich vollständig wiederhergestellt. |                                                    |                                          |
| Stephanuskirche                                          | 1987                      | ev.                                               | Universitätsviertel | Salomon-Idler-Str. 14                       | aktiv        | Kirche im neuen Universitätsviertel |                                                    |                                          |
| St.-Wolfgang-Kirche                                      | 1933                      | kath.                                             | Spickel-Herrenbach  | Hornungstraße 26 (Standort)                 | aktiv        | Das Grundstück zum Bau der Kirche wurde am 17. März 1929 durch die Kirchenstiftung St. Wolfgang erworben. Da sich der Bau der Kirche verzögerte, wurde von P. Matthias zusammen mit seinen Mitbrüdern innerhalb von zwei Wochen im September 1931 eine Notkirche erstellt, die Platz für 300 Besucher bot, bevor zwei Jahre später der Baubeginn der Kirche durch Thomas Wechs erfolgte, die 1934 fertig war und eingeweiht wurde. |                                                    |                                          |
| St.-Ursula-Kirche                                        | 1235                      | kath.                                             | Innenstadt          | Bei Sankt Ursula 5 (Standort)               | aktiv        | Die erstmalige Erwähnung der Klosterkirche der Dominikanerinnen war 1235. 1520 wurde die Klosterkirche neu erbaut und 1720 umgebaut. vielleicht durch Johann Jakob Herkomer. Bei den Luftangriffen auf Augsburg 1944 wurde die Kirche teilweise zerstört, konnte jedoch schon 1947 bis 1949 durch Michael Kurz wiederaufgebaut werden. |                                                    |                                          |
| St. Ulrich und Afra                                      | 1500                      | kath.                                             | Innenstadt          | Ulrichsplatz 23 (Standort)                  | aktiv        | Die heutige Kirche steht auf einem Gelände, das bereits vom 8. bis 15. Jahrhundert mehrere Kirchenbauten aufwies. Der heutige Bau wurde 1474 als Backsteinbau begonnen und im Jahr 1500 durch Burkhart Engelberg fertiggestellt. Der Innenausbau der Kirche des Benediktinerklosters wurde 1603 vollendet. |                                                    |                                          |
| St.-Thomas-Kirche                                        | 1951/1961                 | ev.                                               | Kriegshaber         | Rockensteinstr. 21 (Standort)               | aktiv        | 1951 wurde eine evangelische Notkirche eingeweiht. Am 31. Januar 1960 erfolgte die Grundsteinlegung für die neue Kirche. Architekt Olaf Andreas Gulbransson schuf die einzige Kirche mit rundem Turm in Augsburg, deren Fertigstellung und Einweihung am 24. September 1961 er jedoch wegen seines frühen Unfalltodes nicht mehr erlebte. Das Altargemälde stammt von Hubert Distler. Eine Orgel bekam die Kirche 1966. |                                                    |                                          |
| St.-Thomas-Chapel                                        | 1954                      | ev.                                               | Kriegshaber         | Columbusstraße 7 (Standort)                 | aktiv        | |                                                    |                                          |
| St. Thaddäus                                             | 1936/1948                 | kath.                                             | Kriegshaber         | Ulmer Straße 63 (Standort)                  | aktiv        | 1936 wurde eine Notkirche an der Tunnelstraße eingeweiht. Thomas Wechs erhielt den Auftrag 1939 zum Bau der Kirche, der am 9. März 1939 begonnen wurde. Am 17. Oktober 1948 erfolgte die Weihe durch Bischof Joseph Kumpfmüller, und am 1. November 1950 wurde St. Thaddäus zur Stadtpfarrei erhoben. Der Turm konnte 1954 fertiggestellt werden und erhielt 1956 sechs Glocken. |                                                    |                                          |
| St.-Stephan-Kirche                                       | 0969                      | kath.                                             | Innenstadt          | Stephansplatz 6 (Standort)                  | aktiv        | Der Neubau der Stephanskirche unter dem fürstbischöflichen Hofbaumeister Franz Xaver Kleinhans erfolgte in den Jahren 1755/57. Der Turmentwurf nach Einsturz des gotischen Turmes stammt von Elias Holl. Nach der Zerstörung im 2. Weltkrieg wurde die Kirche weitestgehend in ihrer äußeren Gestalt wiederhergestellt. |                                                    |                                          |
| St.-Simpert-Kirche                                       | 1924                      | kath.                                             | Innenstadt          | Simpertstraße 12 (Standort)                 | aktiv        | 1924 wurde eine Notkirche gebaut, die jedoch 1944 zerstört wurde. Der Wiederaufbau erfolgte 1947. Am 13. Oktober 1974 wurde der von den Architekten Kreutzer und Knopp errichtete Neubaukomplexes mit Kirche, Pfarrzentrum, Kindergarten und ambulanter Krankenpflegestation eingeweiht. Sie ist dem Hl. Simpert, Bischof von Augsburg, gewidmet. |                                                    |                                          |
| St. Sebastian (Kloster und Kirche)                       | 1611/1612                 | kath.                                             | Innenstadt          | Sebastiansstraße 24 (Standort)              | aktiv        | Vor der heutigen St.-Sebastian-Kirche gab es schon einmal eine Kapelle dieses Namens: 1448 wurde ein Gebäude als Hospital für Leprakranke auf dem Schlachbuhel (vor dem Jakobertor), außerhalb der Stadtmauern, bei einer Stiftung erstmals erwähnt. Die Hausordnung von 1463 erlaubte nur weibliche Kranke. Eine Kapelle wurde 1458 für das Siechenhaus mit einem Friedhof erbaut, man widmete sie dem Schutzheiligen der Pestkranken, Hl. Sebastian. Für diese Kapelle erhielten die Pfleger 1464 das Präsentationsrecht. Die Kapelle wurde nach der Reformation abgerissen, um das Jakobertor und die Stadt besser verteidigen zu können. (Informationen zur heutigen Kirche siehe unter Kloster Sankt Sebastian Augsburg.) |                                                    |                                          |
| St.-Remigius-Kirche                                      | 1172, 1400 (ca.), 1789/91 | kath.                                             | Bergheim            | Beim Winkelacker 2 (Standort)               | aktiv        | Seit 1172 ist die Kirche im Besitz des Damenstifts St. Stephan nachweisbar. Die Turmuntergeschosse der dem Hl. Remigius geweihten Kirche stammen aus dem 13./14. Jahrhundert, Obergeschosse und Chor aus der ersten Hälfte des 16. Jahrhunderts. Von 1692 bis 1695 erfolgten der Neubau des Langhauses und die Neugestaltung des Chores. Johann Stephan Gelb gestaltete 1789/91 das Langhaus im klassizistischen Stil um, wobei die Ausmalung Johann Joseph Anton Huber vornahm. Aus der 1809 aus dem südlichen Teil des Augsburger Doms abgebrochenen Nepomuk-Kapelle stammt der Hochaltar von 1740. 1873 wurde die alte Orgel von 1751 ersetzt. 1976/79 erfolgte die letzte größere Renovierung der Kirche, gefolgt von der Renovierung des Pfarrhauses von 1773 im Jahre 1981. |                                                    |                                          |
| St.-Pius-Kirche                                          | 1966                      | kath.                                             | Haunstetten         | Mitterfeldstraße 4 (Standort)               | aktiv        | Im September 1966 wurde der von Hans Schädel (?), F. Ebert und A. Marquart entworfene Kirchenbau auf den Namen von Papst Pius X. geweiht. 1986–1989 wurden das Altarfenster und das Christusfresko von Franz Nagel und das Westfenster von Franz Bernhard Weißhaar eingebaut. |                                                    |                                          |
| St.-Petrus-Kirche                                        | 1964                      | ev.                                               | Lechhausen          | Soldnerstr. 38 (Standort)                   | aktiv        | Am 23. Februar 1964 war die feierliche Einweihung der von Wilhelm Wichtendahl entworfenen Kirche, die 1989 renoviert wurde. |                                                    |                                          |
| St.-Peter-und-Paul-Kirche                                | 1668                      | kath.                                             | Inningen            | Bobinger Straße 64 (Standort)               | aktiv        | Der achteckige Turm des Vorgängerbaus wurde 1668 von Jörg Wörle geschaffen. Reste davon sind noch im Unterteil des Turms erhalten. Die Einweihung der neuerbauten Kirche wurde am 17. Oktober 1713 gefeiert. |                                                    |                                          |
| St.-Peter-und-Paul-Kirche                                | 1100 oder etwas später    | kath.                                             | Oberhausen          | Hirblinger Straße 3 (Standort)              | aktiv        | Im 12. Jahrhundert wurde die Kirche erstmals erwähnt. Noch heute sind der Unterbau des Turmes und aus dem 14./15. Jahrhundert Teile des Chores erhalten. Elias Holl nahm 1619 eine Umgestaltung der oberen Turmgeschosse vor, wobei die Türme des ebenfalls von ihm zeitgleich gebauten Augsburger Rathauses als Vorbild dienten. Nach dem Umbau der Kirche 1698 durch Christoph Dietz wurden 1700 die Seitenkapellen angebaut. Johann Joseph Anton Huber schuf 1797 das prachtvolle Deckengemälde, das leider bei den Luftangriffen auf Augsburg verloren ging. Michael Kurz machte 1909 die Pläne zur Erweiterung der Pfarrkirche, die 1925 in reduzierter Form zur Ausführung kamen. Nach dem Krieg wurde das Gotteshaus 1948 nach Plänen von Michael Kurz wiedererrichtet. 1985 wurde sie renoviert. |                                                    |                                          |
| St. Peter am Perlach                                     | 1182/1954                 | kath.                                             | Innenstadt          | Rathausplatz 4 (Standort)                   | aktiv        | Ältester Ziegelsteinbau Süddeutschlands, mit dem Wallfahrtsbild Maria Knotenlöserin |                                                    |                                          |
| St.-Paul-Kirche                                          | 1962–1964                 | ev.                                               | Pfersee             | Fröbelstr. 1 (Standort)                     | aktiv        | [ 9 ] |                                                    |                                          |
| St.-Michael-Kirche                                       | 1682                      | kath.                                             | Pfersee             | Stadtberger Straße 9 (Standort)             | aktiv        | Der Bau der neuen Pfarrkirche St. Michael erfolgte 1682–1685, nachdem bereits Anfang des 12. Jahrhunderts erstmals eine Pfarrei unter Ritter Herman de Perzheim erwähnt worden war. Baumeister war David Mozart aus Pfersee, Urgroßvater von Leopold Mozart, dem Vater von Wolfgang Amadeus. Vermutlich von Ehrgott Bernhard Bendel stammt die Figur des Hl. Sebastian (1720), die Stuckarbeiten, zartes Bandel- und Laubwerk, schuf 1725 Andreas Hainz, Johann Georg Bergmüller die Fresken, die im Chor den „Sieg Michaels über Luzifer“ und im Langhaus die „Verehrung des Erlösers durch einen reuigen Sünder“ darstellen. In dieser Zeit wurden auch die heute sich in der Mittelnische des Hochaltars befindliche Statue des Hl. Michael und die seitlichen Figuren Joachim und Anna geschaffen. Der Hochaltar mit den marmorierten Säulen und Pilastern und die Seitenaltäre stammen aus den Jahren 1770–1780, die klassizistische Kanzel aus 1784. Franz Xaver Schnitzler schuf 1828 das rechte Seitenaltarblatt „Mariä Himmelfahrt“, 1834 das linke Seitenaltarblatt „Vermählung Mariens“. 1840 erhielt die Kirche eine Orgel mit neugotischem Maßwerk, im darauf folgenden Jahr wurde die aus dem Jahre 1685/90 stammende Emporenbrüstung neu übermalt. |                                                    |                                          |
| St.-Pankratius-Kirche                                    | 1618–1620                 | kath.                                             | Lechhausen          | Blücherstraße 13 (Standort)                 | aktiv        | Die 1618–1620 nach starkem Anwachsen der Gemeinde neu erbaute Pfarrkirche wurde schon 1635 zerstört. Das Kirchenschiff wurde bis 1645 und der Turm bis 1699 wiederaufgebaut. 1866/73 erfolgte ein Neubau des Langhauses. Es wurde nach den Beschädigungen durch die Luftangriffe auf Augsburg 1946 wiederhergestellt. |                                                    |                                          |
| Maria und Martha (Gemeindezentrum)                       | 1993                      | ev.                                               | Haunstetten         | Albert-Einstein-Str. 8 (Standort)           | aktiv        | |                                                    |                                          |
| St.-Moritz-Kirche                                        | 1020/1084/ 1314/1950      | kath.                                             | Innenstadt          | Moritzplatz 5 (Standort)                    | aktiv        | Nach einer ersten Stiftskirche 1019 wurde die Kirche 1314 in den heutigen Maßen errichtet. Im 15. Jahrhundert fanden Erhöhungen statt. 1715 wurde barockisiert. Seit 1803 ist St. Moritz Pfarrkirche. 2013 wurde sie neu gestaltet. |                                                    |                                          |
| St.-Max-Kirche                                           | 1120–1128                 | kath.                                             | Innenstadt          | Franziskanergasse 2 (Standort)              | aktiv        | 1120–1128 wurde ein Hl.-Grab-Kirchlein erbaut, dessen Grundmauern heute noch im Kellergewölbe von St. Max erhalten sind. Nachdem 1587 die Dasinger Franziskaner in die Augsburger Vorstadt berufen worden waren, begannen 1609 die Planungen für die neuen Klosterbauten durch Essjas Holl, dem Bruder von Elias Holl. Das Grundstück war ein Geschenk der Fugger. Die Grundsteinlegung der neuen Kirche wurde 1611 vorgenommen, nachdem für das Hl.-Grab-Kirchlein eine Abbruchgenehmigung erteilt worden war. Zwei Jahre später war Kirchweihe der neuen Franziskanerkirche. Im Zuge der Säkularisation wurden 1803 Kirche und Kloster aufgehoben und 1808 die letzten Franziskaner mit Polizeigewalt entfernt. König Max erhob 1811 die Franziskanerkirche wieder zur Pfarrkirche. Dafür musste sie seinen Namen als Kirchenpatronat „St. Max“ tragen. |                                                    |                                          |
| St.-Matthäus-Kirche                                      | 1898                      | ev.                                               | Hochzoll            | Friedberger Str. 148 (Standort)             | aktiv        | Seit 1841 wurde die Seelsorge der Protestanten in Hochzoll von St. Ulrich getätigt. Gottesdienste fanden seit 1889 in einem Schulsaal statt. 1898 wurde die Kapelle in der Friedbergerau an der Friedberger Straße geweiht und 1923 in St. Matthäus umbenannt. |                                                    |                                          |
| St.-Martin-Kirche                                        | 1933/34                   | kath.                                             | Oberhausen          | Zirbelstraße 21 (Standort)                  | aktiv        | Die Kirche wurde 1933/34 nach Plänen von Fritz Kempf erbaut. Ihre Architektur ähnelt der St.-Canisius-Kirche. |                                                    |                                          |
| St.-Markus-Kirche                                        | 1898                      | ev.                                               | Lechhausen          | Blücherstr. 26 (Standort)                   | aktiv        | Nach der 1881 errichteten Tochtergemeinde von St. Jakob wurde die von Peter Müller und Karl Brendel erbaute neobarocke Kirche mit Schweifgiebelfront am 9. Oktober 1898 geweiht. 1977/78 nahm man eine grundlegende Renovierung der Kirche vor. |                                                    |                                          |
| St.-Margareth-Kirche (auch Spital-Kirche)                | 1594                      | kath.                                             | Innenstadt          | Spitalgasse 1 (Standort)                    | aktiv        | Die Kirche des ehemaligen Dominikanerklosters wurde 1594 erbaut. 1720 erfolgte eine barocke Umgestaltung mit der noch heute bestehenden Ausstattung. Der Freskomaler des Rokoko Christoph Thomas Scheffler schuf 1735 das Hochaltargemälde. Der Freskomaler des Spätbarock, Johann Joseph Anton Huber, brachte 1803 die Deckenbemalung an. |                                                    |                                          |
| St.-Lukas-Kirche                                         | 1935/36                   | ev.                                               | Firnhaberau         | St.-Lukas-Straße (Standort)                 | aktiv        | 1934 wurde in den neu entstandenen Siedlungen Firnhaberau und Hammerschmiede ein evangelischer Kirchenbauverein gegründet. Die Architekten Wilhelm Wichtendahl und Walter Freyberger bauten daraufhin 1935/36 auf einem von der MAN gestifteten Bauplatz die Kirche. |                                                    |                                          |
| St.-Konrad-Kirche                                        | 1937/38                   | kath.                                             | Bärenkeller         | Bärenstraße 22 (Standort)                   | aktiv        | Architekt der Kirche: Michael Kurz |                                                    |                                          |
| St.-Joseph-Kirche                                        | 1928/30 umgestaltet       | kath.                                             | Oberhausen          | Pfarrhausstraße 4 (Standort)                | aktiv        | Michael Kurz war Architekt der 1928/30 vollzogenen Umgestaltung der Pfarrkirche. Nach den Kriegsschäden leitete er 1948 auch den Wiederaufbau der Kirche. |                                                    |                                          |
| St.-Johannes-Kirche                                      |                           | ev.                                               | Inningen            | An der Halde 4 (Standort)                   | aktiv        | |                                                    |                                          |
| St.-Johannes-Kirche                                      | 1930                      | ev.                                               | Oberhausen          | Donauwörther Str. 3 (Standort)              | aktiv        | Ein evangelischer Betsaal wurde 1877 an der nahe gelegenen Branderstraße erwähnt, der aber 1960 abgebrochen wurde. 1893 wurde ein Kirchenbauverein für die Wertachvorstädte gegründet. Ein neues Bethaus wurde 1902 an der Ulmer Straße errichtet. 1928 erfolgte die Grundsteinlegung der neuen Kirche an der Donauwörther/Ecke Ulmer Straße. Die dreischiffige Emporenkirche mit flachem Chorschluss und breitem, neuromanischem Nordriegel als Portalfassade wurde von Oswald Bieber entworfen und 1930 geweiht. 1944 wurde sie bei Luftangriffen schwer beschädigt. Die Innenrenovierung erfolgte 1980. |                                                    |                                          |
| St.-Jakob-Kirche                                         | 1355/1949                 | ev.                                               | Innenstadt          | Bei der Jakobskirche 4 (Standort)           | aktiv        | Um 600 stand an der Stelle der heutigen Kirche erstmals eine christliche Jakobskapelle, die 1080 niederbrannte. Seit dem Mittelalter war die Kirche Sammelpunkt der Jakobspilger auf dem Weg nach Santiago de Compostela. Das älteste Augsburger Volksfest, die Jakober Kirchweih, hat hier seinen Ursprung. An der Stelle des heutigen Kirchenchors wurde 1355 (oder 1348) eine neue Kirche erbaut, die 1525 die erste evangelische Kirche Augsburgs wurde. (Nach einer anderen Quelle war die erste evangelische Kirche in Augsburg die Barfüßerkirche) 1364 wurde der Turm errichtet. Er wurde 1533 umgebaut und erhielt 1649 eine neue Laterne. Im 18. Jahrhundert wurde das Langhaus zum Saalbeu umgebaut. Nach der Zerstörung 1944 wurde sie 1949 wieder aufgebaut. |                                                    |                                          |
| St. Hieronymus (Priesterseminar)                         | 1996                      | kath.                                             | Innenstadt          | Stauffenbergstr. 8 (Standort)               | aktiv        | Das Priesterseminar wurde 1996 erbaut. Die sehr modern gestalteten Gebäude von Kirche und Kapelle sind jeweils dem Hl. Hieronymus geweiht. Sie besitzen beide ein Deckengemälde, das die Schöpfung versinnbildlichen soll. |                                                    |                                          |
| St.-Georg-Kirche                                         | 1501                      | kath.                                             | Haunstetten         | Bürgermeister-Widmeier-Straße 10 (Standort) | aktiv        | Eine Urkunde vom 27. Oktober 1501, in der die Eingliederung der Pfarrei Haunstetten in das Reichskloster St. Ulrich und Afra durch Bischof Friedrich II. bekundet wird, ist die erste urkundliche Erwähnung eines Gotteshauses in Haunstetten. Die beiden Augsburger Georg Glaser und Jonas Umbach (Tischler und Maler) schufen 1654 einen neuen Hochaltar. Der Inninger Tischler Lorenz Böhm zimmerte 1699 eine Kanzel und ein neues Gestühl. 1729/30 wurde die Kirche unter Abt Willibald Popp barockisiert, eines seiner bedeutendsten Vorhaben. Sein Baumeister war Johann Paulus, und die Fresken schuf Johann Georg Wolcker aus der bekannten Malerfamilie. Die Stuckdekorationen stammen von Franz Xaver Feuchtmayer d. Ä. (Chor) und Andreas Hainz (Langhaus). Der Schreiner Felix Frölich aus Weicht stellte 1761/63 neue Altäre her. Von 1886 bis 1888 verlängerte man die Pfarrkirche nach Westen nach Entwürfen des königlichen Bauamtsassessors August Immler. Bei der Innenrestaurierung 1964/66 wurden sämtliche Deckenbilder im Langhaus übertüncht, die Einrichtung des späten 19. Jh. entfernt und das Innere neu gestaltet, 1969 erfolgte die Außenrenovierung. |                                                    |                                          |
| St.-Georg-Kirche                                         | 1072                      | kath.                                             | Innenstadt          | Georgenstraße 16 (Standort)                 | aktiv        | Nach Zulassung der Augustinerchorherren 1135 erfolgte die Grundsteinlegung zu einer neuen vergrößerten Kirche im romanischen Stil, die der Bischof am 28. Oktober 1143 weihte. Bischof Hartwig erhob 1183 St. Georg zu einer Pfarrkirche. 1490 wurde die Georgskirche im spätgotischen Stil ausgebaut und vergrößert und 1501 geweiht. Nach der Abtragung des Spitzturms der Kirche wurde 1681 ein oktogonales Mauerwerk mit einer kupfergedeckten Zwiebelkuppel aufgesetzt. 1692 wurde der Lettner zwischen Chor und Kirchenschiff abgebrochen und eine Musikempore eingebaut. Stadtbaumeister Hans Georg Mozart (Großonkel von Leopold Mozart) fertigte 1700 die Neubaupläne der Propstei, die 1705 vollendet wurde mit Renovierung des Konventhauses und mit Angleichung an die Propstei. Ein Rokokoaltar umrahmt 1778 das spätgotische Kreuz und die Pietà. Im Zuge der Säkularisation in Bayern ging das Stift 1802 in den städtischen Besitz über. 1809 wurde das Stiftsgebäude während des Fünften Koalitionskriegs als Lazarett benutzt. Die Kirche erhielt 1881 eine neugotische Ausstattung. 1927 wurden bei einem Umbau die bisher durch Wände getrennten Kapellen in den Kirchenraum einbezogen, wodurch sich die Grundfläche der Kirche vergrößerte. Die 1944 durch Luftangriffe schwer beschädigte Kirche und der ausgebrannte Turm wurden 1945 behelfsmäßig repariert. Von 1953 bis 1956 wurden das Kircheninnere instand gesetzt, die neugotische Ausstattung entfernt, die Sakristei auf die Südseite verlegt sowie eine Beichtkapelle gebaut. Der Turm erhielt 1961 wieder seine Zwiebelkuppel und vier neue Glocken. |                                                    |                                          |
| St. Georg und Michael (Göggingen)                        | 1713                      | kath.                                             | Göggingen           | Klausenberg 7 (Standort)                    | aktiv        | Die Kirche wurde 1713 unter Verwendung des aus dem 13. und 15. Jahrhundert stammenden Turmuntergeschosses neu errichtet. Das Obergeschoss des Turmes wurde 1736 durch Joseph Meitinger errichtet. 1925 wurde das Langhaus nach Plänen von Michael Kurz nach Westen hin verlängert. |                                                    |                                          |
| St.-Franziskus-Kirche                                    | 1928/29                   | kath.                                             | Firnhaberau         | Hubertusplatz 1 (Standort)                  | aktiv        | |                                                    |                                          |
| St. Elisabeth (Klosterkirche)                            |                           | kath.                                             | Innenstadt          | Inneres Pfaffengässchen 3 (Standort)        | aktiv        | Diese Klosterkirche gehört zum Kloster St. Elisabeth, einer Filiale des Klosters der Franziskanerinnen von Maria Stern. |                                                    |                                          |
| St.-Elisabeth-Kirche                                     | 1951/52                   | kath.                                             | Lechhausen          | Elisabethstraße 56 (Standort)               | aktiv        | Die Pfarrkirche wurde nach Plänen von Michael Kurz erbaut. |                                                    |                                          |
| St. Canisius (Stadtpfarrkirche)                          | 1934                      | kath.                                             | Hochfeld            | Hochfeldstraße 63 (Standort)                | aktiv        | Die Kirche wurde 1933/34 vom Augsburger Architekten Fritz Kempf im romanisierenden Stil erbaut und am 16. September 1934 nach ihrer Fertigstellung von Bischof Joseph Kumpfmüller eingeweiht. |                                                    |                                          |
| St.-Anton-Kirche                                         | 1927                      | kath.                                             | Antonsviertel       | Imhofstraße 49 (Standort)                   | aktiv        | St. Anton wurde 1927 als Blankziegelbau mit Zweiturmfassade neben dem Wittelsbacher Park errichtet und fällt durch ihre moderne Architektur und das ungewöhnliche Baumaterial Klinker auf. St. Anton gilt als einer der bedeutenden Sakralbauten der ersten Hälfte des 20. Jahrhunderts in Deutschland. Der Architekt Michael Kurz erlangte für den Bau sogar internationale Beachtung. |                                                    |                                          |
| Kirche St. Anna                                          | 1518                      | ev.                                               | Innenstadt          | Im Annahof 2 (Standort)                     | aktiv        | Die Annakirche wurde 1321 von den Karmeliten erbaut. Im 15. Jahrhundert wurde die Kirche durch den Anbau einer Kapelle mit Wandmalereien erweitert. Im 16. Jahrhundert wurde die Kirche nochmals umgestaltet und erhielt sehenswerte Gemälde, unter anderem von Lucas Cranach dem Älteren und Jörg Breu dem Älteren. Die Familie Fugger ließ sich hier eine Grabkapelle als ersten deutschen Renaissancebau errichten. 1747–1748 wurden das Mittel- und die Seitenschiffe barock ausgestaltet. |                                                    |                                          |
| St.-Andreas-Kirche                                       |                           | ev.                                               | Spickel-Herrenbach  | Eichendorffstr. 37 (Standort)               | aktiv        | [ 15 ] |                                                    |                                          |
| St.-Albert-Kirche                                        |                           | kath.                                             | Haunstetten         | Leisenmahd 7 (Standort)                     | aktiv        | |                                                    |                                          |
| Paul-Gerhardt-Kirche                                     | 1964                      | ev.                                               | Hochfeld            | Von-Parseval-Str. 40 (Standort)             | aktiv        | Mit Bau des neuen Stadtteils Hochfeld wurde die Paul-Gerhardt-Kirche mit Pfarrhaus, Gemeindezentrum und Kindergarten als Gesamtensemble in Backsteinoptik nach Entwürfen der Architekten Luther und Pitroff errichtet. Nach dem Baubeginn 1962 wurde die Kirche am 21. Juni 1964 geweiht. |                                                    |                                          |
| Markuskirche der Fuggerei                                | 1551                      | kath.                                             | Innenstadt          | Herrengasse 35 (Standort)                   | aktiv        | Der Architekt Johannes Holl erbaute 1551 das Markuskirchlein in der heutigen Fuggerei. Sie wurde später nach dem Stifter des Umbaus Markus Fugger benannt. An einer Seitenwand der Kirche ist eine Sonnenuhr angebracht und der Wahlspruch Jakob Fuggers Nutze die Zeit abgebildet. |                                                    |                                          |
| Maria Stern (Klosterkirche)                              | 1576                      | kath.                                             | Innenstadt          | Sterngasse 5 (Standort)                     | aktiv        | Bereits 1258 wurde das Kloster der Franziskanerinnen von Maria Stern gegründet. Baumeister Johannes Holl, der Vater von Elias Holl, schuf von 1574 bis 1576 die den Hll. Anna und Elisabeth geweihte Klosterkirche, deren Zwiebelturm, von Augsburg ausgehend, weite Verbreitung fand. 1730 erfolgte die Barockisierung der Kirche. Vom bedeutenden Kunstmaler des Barock Johann Georg Bergmüller stammt das Altarblatt. Ehrgott Bernhard Bendl schuf die Kanzel und mehrere Figuren (Muttergottes, Hl. Antonius). Eine Renovierung erfuhr die Kirche 1959/60. |                                                    |                                          |
| St. Johannes Baptist Kuratie                             | 1987                      | kath.                                             | Göggingen           | Friedrich-Ebert-Straße 10 (Standort)        | aktiv        | |                                                    |                                          |
| Kirche Jesu Christi der Heiligen der letzten Tage        | 2007/08                   | Kirche Jesu Christi der Heiligen der letzten Tage | Innenstadt          | Konrad-Zuse-Str. 2 (Standort)               | aktiv        | |                                                    |                                          |
| Kapelle der katholisch-apostolischen Gemeinde            |                           | Katholisch-apostolische Gemeinden                 | Innenstadt          | Gartenstraße 11 (Standort)                  |              | Saalbau mit eingezogenem Chor, östlicher Portalädikula und kleinem Firstturm, nachklassizistisch, von August Thiersch, 1871/72, Anbau von Sakristei und Gemeinderaum im Westen 1885 |                                                    |                                          |
| Neuapostolische Kirche                                   |                           | NAK                                               | Innenstadt          | Stettenstr. 7 (Standort)                    | aktiv        | |                                                    |                                          |
| Neuapostolische Kirche Bärenkeller                       |                           | NAK                                               | Bärenkeller         | Finkenweg 1 (Standort)                      | aktiv        | |                                                    |                                          |
| Neuapostolische Kirche Göggingen                         |                           | NAK                                               | Göggingen           | Schlößlestr. 2 (Standort)                   | aktiv        | |                                                    |                                          |
| Neuapostolische Kirche Haunstetten                       |                           | NAK                                               | Haunstetten         | Breitwiesenstraße 18 (Standort)             | aktiv        | |                                                    |                                          |
| Neuapostolische Kirche Lechhausen                        |                           | NAK                                               | Lechhausen          | Elisabethstr. 10 (Standort)                 | aktiv        | |                                                    |                                          |
| St.-Johannes-Kirche (Hessingkirche)                      | 1890                      | kath./ev.                                         | Göggingen           | Hessingstraße (Standort)                    | aktiv        | Unter der Leitung des Augsburger Architekten Jean Keller wurde die Kirche St. Johannes der Hessing-Klinik von 1890 bis 1893 erbaut und 1906 geweiht. Hofrat Friedrich Hessing (1838–1918) beeinflusste den Bau. Seine Idee von einer ganzheitlichen Medizin beinhaltete auch Religion und Seelsorge. Die neobarocke Kirche besitzt byzantinisch geschmückte Wände und eine neugotische Ausstattung. Als Simultankirche dient sie beiden Konfessionen und beherbergt auch die typischen konfessionsbezogenen Attribute: für die katholische Kirche sind das Tabernakel, Weihwasserkessel und Beichtstuhl, für die evangelische Kirche der Schmuck von Kanzel und Altar mit den biblischen Gestalten oder allegorischen Figuren und die Liedertafel. |                                                    |                                          |
| Herz-Jesu-Kirche                                         | 1907                      | kath.                                             | Pfersee             | Augsburger Straße 23a (Standort)            | aktiv        | Größte Jugendstilkirche Süddeutschlands hinter einer neuromanischen Fassade. Der Kirchturm ist 72 Meter hoch, darauf steht ein 6,50 Meter hohes Kreuz. In der Länge misst die dreischiffige Basilika 72 Meter. Der Innenraum findet wegen seiner herausragenden Jugendstil-Gestaltung bundesweit Beachtung. |                                                    |                                          |
| Kath. Heilig-Kreuz-Kirche                                | 1143                      | kath.                                             | Innenstadt          | Heilig-Kreuz-Straße 5 (Standort)            | aktiv        | 1143 wurden ein Spital und eine Kapelle zu Ehren des Heiligen Kreuzes errichtet, die 1159/60 den Augustiner-Chorherren aus Hammel als Kloster übertragen wurden. Die Klosterkirche ist die Vorläuferin der heutigen katholischen Heilig-Kreuz-Kirche. 1210 errichtete man im Pfarrhof die Katharinenkapelle. Unter Propst Vitus Fackler wurde 1502 bis 1508 eine große gotische Hallenkirche erbaut. Durch den Baumeister Johann Jakob Herkomer wurde die Kirche 1716 unter Propst Augustin von Imhoff barock umgebaut. |                                                    |                                          |
| Evang. Heilig-Kreuz-Kirche                               | 1143                      | ev.                                               | Innenstadt          | Heilig-Kreuz-Str. 7 (Standort)              | aktiv        | 1143 wurden ein Spital und eine Kapelle zu Ehren des Heiligen Kreuzes errichtet, die 1159/60 den Augustiner-Chorherren aus Hammel als Kloster von Bischof Konrad von Hirscheck übertragen wurden. 1210 errichtete man im Pfarrhof die Katharinenkapelle. Hieraus entwickelte sich die Ottmarskapelle und dann die evangelische Heilig-Kreuz-Kirche. 1445 wurde die Kirche völlig neu gebaut und dem heiligen Otmar geweiht. 1525 beschloss der Augsburger Magistrat regelmäßige protestantische Sonntagsgottesdienste in der Ottmarskapelle. Eine Erweiterung und die Umbenennung in ihren heutigen Namen erfuhr die Kapelle in den Jahren 1549 bis 1561. 1630 riss man die Kapelle unter dem Propst der Augustiner-Chorherren ab. Von 1650 bis 1653 wurde die typisch evangelische Predigtkirche unter maßgeblicher Mithilfe der schwedischen Königin Christina errichtet und am 24. Oktober 1653 eingeweiht. |                                                    |                                          |
| Heilig-Geist-Kirche                                      | 1955                      | kath.                                             | Hochzoll            | Grüntenstraße 19 (Standort)                 | aktiv        | Der Architekt der Kirche war der bekannte Thomas Wechs. |                                                    |                                          |
| Heiligste Dreifaltigkeit                                 | 1689/1868                 | kath.                                             | Kriegshaber         | Ulmer Straße 199 (Standort)                 | aktiv        | Eine erstmalige Erwähnung einer Kapelle Maria Heimsuchung ist 1689 belegt. 1857 wird die Anstellung eines eigenen Expositus erwähnt, die Expositur wurde 1864 zur Pfarrei erhoben. 1868 wurde die neue, im neugotischen Stil erbeute Kirche Heiligste Dreifaltigkeit eingeweiht. Im Zweiten Weltkrieg erlitt die Kirche am 16. Juli 1944 starke Beschädigungen. Nach dem Wiederaufbau weihte Bischof Joseph Freundorfer am 6. November 1950 ein. Unter der Leitung von Michael Kurz, dem Baumeister mehrerer anderer Augsburger Kirchen, war die Kirche wiederaufgebaut worden. Ab 1950 malte Karl Radinger Altarbild, Kanzel und Kreuzweg. Am 11. Dezember 2000 wurde die Lourdes-Kapelle geweiht. |                                                    |                                          |
| Galluskirchlein                                          | 1051                      |                                                   | Innenstadt          | Gallusplatz (Standort)                      | aktiv        | Die romanische Kirche St. Gallus wurde 1049 oder 1051 von Papst Leo IX. geweiht und zählt zu den ältesten erhaltenen Gotteshäusern der Stadt. |                                                    |                                          |
| Auferstehungskirche                                      | 1976                      | ev.                                               | Hochzoll            | Garmischer Str. 2 (Standort)                | aktiv        | [ 18 ] |                                                    |                                          |
| Barfüßerkirche                                           | 1411/1951                 | ev.                                               | Innenstadt          | Hinter dem Rathaus (Standort)               | aktiv        | Die Barfüßerkirche wurde im 13. Jahrhundert von den Franziskanern (Barfüßern) erbaut. Nach ihrer weitgehenden Zerstörung im Zweiten Weltkrieg wurde sie in Teilen vereinfacht wiederaufgebaut. Der hauptsächlich noch aus dem ehemaligen Chor und Seitenwänden bestehende, heute turmlose Kirchenbau ragt aus dem Gewirr der engen Gassen und einfachen Giebelhäuser heraus. |                                                    |                                          |
| Christkönig-Kirche                                       | 1934/1964                 | kath.                                             | Hammerschmiede      | Pappelweg 7 (Standort)                      | aktiv        | Nach dem Bau einer 1934 eine erste Kirche 1934 und der Kriegsbeschädigung erfolgte die Grundsteinlegung der neuen Kirche 1963. Architekt war Karl Sendlinger. Der neu gedeckte Turm wurde mit der zu einer Kapelle vergrößerten Apsis der alten Kirche verbunden. Bischof Josef Stimpfle weihte die Kirche am 13. Dezember 1964 ein. Der Chorraum wurde 1992 umgestaltet. |                                                    |                                          |
| Christuskirche                                           | 1903                      | ev.                                               | Haunstetten         | Haunstetter Str. 246 (Standort)             | aktiv        | [ 19 ] |                                                    |                                          |
| Don-Bosco-Kirche                                         | 1961/62                   | kath.                                             | Spickel-Herrenbach  | Don-Bosco-Platz 3 (Standort)                | aktiv        | Die Pfarrkirche entstand von 1960 bis 1965 als Teil des neu geschaffenen Pfarrzentrums (darunter Schülerheim mit Heimkirche, Pfarrhof, Pfarrheim und Turnhalle, Schwesternheim, Kindergarten und Kinderhort) in dem schnell wachsenden Stadtbezirk. Gebaut wurde die Pfarrkirche nach den Plänen von Thomas Wechs senior und dessen Sohn Thomas Wechs junior. Das Markenzeichen der Don-Bosco-Kirche bilden die beiden filigranen, immerhin 69,5 Meter hohen Betontürme. |                                                    |                                          |
| Dreifaltigkeitskirche                                    | 1912/13                   | ev.                                               | Göggingen           | Klausenberg 1 (Standort)                    | aktiv        | Die Kirche wurde vom Architekten Ulrich Lang mit Kolonnaden und seitlichen Pavillons 1913 erbaut. |                                                    |                                          |
| Erlöserkirche                                            | 1954                      | ev.                                               | Bärenkeller         | Bärenstr. 14 (Standort)                     | aktiv        | [ 20 ] |                                                    |                                          |
| Zum Heiligsten Erlöser                                   | 1959/61                   | kath.                                             | Göggingen           | Wellenburger Straße 58 (Standort)           | aktiv        | 1952 wurde der Beschluss zum Bau einer neuen Kirche in Göggingen gefasst, der 1956 mit dem Erwerb eines Grundstücks an der Wellenburger Straße umgesetzt wurde. Der erste Spatenstich erfolgte am 13. Mai 1959. Architekt war der in Augsburg durch den Bau vieler anderer Kirchen bekannte Thomas Wechs. Bischof Joseph Freundorfer vollzog am 8. August 1959 die Grundsteinlegung, darauf folgte am 23. Dezember 1959, zwei Tage vor Weihnachten, das Richtfest. Am 18. September 1960 wurden die Glocken geweiht. Nach der Einweihung der Kirche am 4. November 1961 und der Bildung der Pfarrei am 1. Juni 1966 konnte die Kirchgemeinde am 16. Dezember 1969 die Einweihung der neuen Orgel feiern. Im Jahre 1984 wurde die Kirche einer Außenrenovierung unterzogen. |                                                    |                                          |
| Mutterhauskirche der Diakonissenanstalt                  |                           | ev.                                               | Innenstadt          | Fröhlichstraße 17 (Standort)                | aktiv        | |                                                    |                                          |
| Apostelin-Junia-Kirche                                   | 2012                      | altkath.                                          | Pfersee             | Siegfried-Aufhäuser-Str. 25 (Standort)      | aktiv        | Ab 2009 wurde im Sheridan-Park für die altkatholische Gemeinde erstmals eine eigene Kirche zusammen mit Gemeinderäumen und drei Wohnungen errichtet. Der Architekt Frank Lattke entwarf in einem synodalen Prozess die Kirche als Holzkubus. Die Gemeinderäume liegen unterhalb. |                                                    |                                          |
| Chapel                                                   | Beginn 1950er Jahre       | paritätisch                                       | Pfersee             | Nähe Mietek-Pemper-Weg (Standort)           | ohne Nutzung | |                                                    |                                          |
| Muttergotteskapelle                                      | 1606                      | kath.                                             | Haunstetten         | Poststraße 3 (Standort)                     | aktiv        | |                                                    |                                          |
| Neue Mutterhauskirche der Barmherzigen Schwestern        | 2014                      | kath.                                             | Göggingen           | Gögginger Straße 94 (Standort)              | aktiv        | |                                                    |                                          |
| Klosterkirche Herz Jesu                                  |                           | kath.                                             | Innenstadt          | Frauentorstraße 26 (Standort)               |              | |                                                    |                                          |
| Kirche auf dem Protestantischen Friedhof                 | 1825                      | ev.                                               | Hochfeld            | Haunstetter Straße 36                       | aktiv        | 1825 wurde die Friedhofskirche nach Plänen von Johann Michael Voit und August von Voit im klassizistischen Stil angelegt. In der Kirche befindet sich eine Orgel mit 14 Registern des Orgelbauers Rudolf Kubak. | Kirche auf dem Protestantischen Friedhof Innenraum | Kirche auf dem Protestantischen Friedhof |
| Christuskirche                                           | 1969                      | evangelisch-methodistisch                         | Innenstadt          | Lauterlech 49 (Standort)                    | aktiv        | Für die auf das Jahr 1875 zurückgehende Gemeinde wurde 1926 das Gasthaus Zum Franziskaner übernommen. 1969 wurde anstelle des im Hinterhaus liegenden Gemeindehauses die heutige Christuskirche erbaut und eingeweiht. Der Kirchenraum besitzt hinter dem Altar zwei hohe Buntglasfenster und ist mit einer kleinen Orgel ausgestattet. |                                                    |                                          |
| Evangelisch-Freikirchliche Gemeinde Augsburg             |                           | evangelisch-baptistisch                           | Universitätsviertel | Wolfgang-von-Gronau-Straße 86 (Standort)    | aktiv        | |                                                    |                                          |
| Kirche zu Ehren der Gottesmutterikone                    |                           | russisch-orthodox                                 | Pfersee             | Stadtberger Straße 26A (Standort)           | aktiv        | |                                                    |                                          |
| Hl. Panteleimon                                          |                           | griechisch-orthodox                               | Kriegshaber         | Max-von-Laue-Straße 15 (Standort)           | aktiv        | |                                                    |                                          |
| Serbisch-Orthodoxe Kirche                                |                           | serbisch-orthodox                                 | Oberhausen          | Kreutzerstraße 22 (Standort)                | aktiv        | |                                                    |                                          |
| Hl. Maria                                                |                           | syrisch-orthodox (von Antiochien)                 | Lechhausen          | Zusamstraße 17 (Standort)                   | aktiv        | |                                                    |                                          |